# Der Onkel – The Hawk
Der Onkel – The Hawk ist ein österreichisch-deutscher Spielfilm von Helmut Köpping und Michael Ostrowski aus dem Jahr 2022 mit Michael Ostrowski, Anke Engelke, Simon Schwarz und Hilde Dalik.

## Handlung
Mike Bittini ist ein Spieler und Lebemann, sein Bruder Alexander „Sandro“ Bittini ist ein bekannter Anwalt. Nachdem Sandro ins Koma fällt, wittert Mike seine Chance und nistet sich nach mehreren Jahren Abwesenheit bei seiner Schwägerin Gloria und deren Kindern Niki und Stefanie ein. Gegenüber der Familie von Alexander gibt er an diese in der schweren Situation unterstützen zu wollen.
Mit Mike zieht auch das Chaos ein, auch das befreundete Nachbarsehepaar, der Polizist Udo und dessen bipolare Ehefrau und Krankenschwester Jenny, wird von Mike in eine Krise gestürzt.
Alexanders Anwaltskanzlei ist auf der Suche nach verschwundenen 600.000 Euro und macht Druck auf Gloria. Tochter Stefanie will abhauen und Sohn Niki fühlt sich am Koma des Vaters schuldig. Mike will den Kindern der neue Vater sein und möchte die Frau des Bruders zurück, mit der er vor siebzehn Jahren ein Verhältnis hatte. Währenddessen erfährt Gloria, dass ihr Mann Schwarzgeldlieferant war.

## Produktion und Hintergrund
Die Dreharbeiten fanden an 28 Drehtagen vom 4. August bis zum 11. September 2020 in Wien, Niederösterreich und der Steiermark statt. Drehort war unter anderem Gießhübl.
Produziert wurde der Film von der österreichischen Lotus Film der Produzenten Tommy Pridnig und Peter Wirthensohn, in Koproduktion mit der Gebhardt Productions GmbH (Produzent Florian Gebhardt), der Hallmann Entertainment Company GmbH (Produzent Klemens Hallmann) und der deutschen Film House Germany AG (Produzent Marc Hansell). Unterstützt wurde die Produktion vom Österreichischen Filminstitut, von Cine Art Steiermark, von FISA Filmstandort Austria, vom Filmfonds Wien und der Kulturförderung des Landes Niederösterreich, beteiligt war der Österreichische Rundfunk.
Die Kamera führte Wolfgang Thaler. Für den Ton zeichneten Dietmar Zuson und Thomas Pötz verantwortlich, für das Kostümbild Martina List, für das Szenenbild Verena Wagner und für die Maske Dunja Pflugfelder. Ein Trailer wurde im Februar 2022 veröffentlicht.
Das Lied Ich weiß, was ich will von Udo Jürgens wurde von Conchita Wurst gecovert.

## Veröffentlichung
Premiere der schwarzen Filmkomödie war am 9. April 2022 auf der Diagonale im Rahmen des Wettbewerbs. In Österreich kam der Film am 6. Mai 2022 in die Kinos.
In Deutschland wurde der Film Anfang Mai 2023 im Spielfilmwettbewerb des Filmkunstfests Mecklenburg-Vorpommern gezeigt.
Im ORF wurde der Film am 6. November 2023 erstmals ausgestrahlt.

## Rezeption
Christian Klosz vergab auf filmpluskritik.com fünf von zehn Sternen. Nach leichten Anlaufschwierigkeiten entwickle sich die Anarcho-Komödie zu einer ganz unterhaltsamen Angelegenheit, die vor allem durch Tempo und Timing positiv auffalle. Mängel gebe es in Bezug auf die technischen und filmischen Aspekte, und auch der Humor zünde nicht wirklich. Insgesamt eine solide Angelegenheit, die aber nicht ganz zu Ende gedacht, etwas unausgegoren und unrund wirke.
Matthias Greuling bezeichnete den Film in der Wiener Zeitung als „Achterbahnfahrt durch die korrupte, österreichische Seele, deren Traurigkeit eigentlich zutiefst zum Lachen ist“. Die Pointen würden punktgenau zünden, was weniger am Skript als vielmehr an der geschickt gewählten Besetzung liege. Sympathisch sei hier auch das Debüt der beiden Kinder von Michael Ostrowski. Die schwarze Komödie außerhalb vieler Konventionen sei gerade irre genug, um im Kino auch Kultstatus erlangen zu können.
Katrin Nussmayr schrieb in der österreichischen Tageszeitung Die Presse, dass das komödiantische Timing eine der Stärken dieses Films sei. Dieser lebe von den lustvollen Darbietungen seiner Schauspieler und vom anarchischen Zugang der Regisseure. Der abgründige Humor, der hier versucht wird, gehe allerdings nicht immer auf. Der Film scheine eher kultig als lustig sein zu wollen. In seinen besten Momenten gelinge beides ein bisschen.

## Auszeichnungen und Nominierungen
Romyverleihung 2022
- Nominierung in der Kategorie Beste Musik (Zebo Adam)[15]

Romyverleihung 2023
- Auszeichnung in der Kategorie Beliebteste Schauspielerin Film (Anke Engelke)[16]

Österreichischer Filmpreis 2023
- Nominierung in der Kategorie Beste männliche Nebenrolle (Simon Schwarz)
- Nominierung in der Kategorie Bestes Kostümbild (Martina List)

Filmkunstfest Mecklenburg-Vorpommern 2023
- Auszeichnung mit dem NDR Regiepreis (Helmut Köpping, Michael Ostrowski)[18]

## Publikationen
- Michael Ostrowski: Der Onkel, Roman, Rowohlt Verlag, Hamburg 2022, ISBN 978-3-498-00329-6.